# Bharani
Bharani es el nombre de la estrella 41 Arietis (41 Ari / HD 17573 / HR 838), la tercera más brillante de la constelación de Aries, con magnitud aparente +3,61. No tiene letra griega de denominación de Bayer, ya que antiguamente formaba parte de la constelación de Musca Borealis, hoy descartada, siendo su estrella más brillante. Ocasionalmente recibe el nombre de c Arietis. El nombre de Bharani proviene de una de las mansiones astrológicas hindúes o nakshatras, siendo el nombre de la diosa de la buena fortuna en la religión hindú.
Bharani es una estrella blanco-azulada de la secuencia principal de tipo espectral B8V y 12.000 K de temperatura superficial. Con una luminosidad 126 veces mayor que el Sol, tiene una masa de 3,2 masas solares. Como otras estrellas de características similares, Bharani tiene una alta velocidad de rotación, 180 km/s como mínimo, 90 veces mayor que la del Sol.
Dado que tiene un radio 2,6 veces más grande que el radio solar, su período de rotación es igual o inferior a 17 horas.
Bharani tiene una compañera estelar de la que nada se sabe. Detectada tanto por espectroscopia como por interferometría, se encuentra a 0,2 segundos de arco de la estrella principal, a una incierta distancia de 15 UA. Ambas se encuentran a unos 160 años luz del sistema solar.